# Южная звезда (бриллиант)
«Южная звезда» — один из самых известных бриллиантов в мире.

## История
Алмаз найден в 1853 году в Бразилии. Вес до огранки составлял 254,5 карат, после огранки — 125,5 карат.
Считается одним из красивейших бриллиантов мира. После огранки бриллиант приобрел Гаеквад — правитель Бароды, княжества, что находилось на западе Индии, к северу от Бомбея.
По легенде, этот прекрасный алмаз случайно нашла невольница, отдавшая находку своему хозяину, но она так и не дождалась обещанной от него свободы.